# Ernesto Nazareth
 (août 2024).
 (août 2020).
La mise en forme du texte ne suit pas les recommandations de Wikipédia : il faut le « wikifier ».
Les points d'amélioration suivants sont les cas les plus fréquents. Le détail des points à revoir est peut-être précisé sur la page de discussion.
- Les titres sont pré-formatés par le logiciel. Ils ne sont ni en capitales, ni en gras.
- Le texte ne doit pas être écrit en capitales (les noms de famille non plus), ni en gras, ni en italique, ni en « petit »…
- Le gras n'est utilisé que pour surligner le titre de l'article dans l'introduction, une seule fois.
- L'italique est rarement utilisé : mots en langue étrangère, titres d'œuvres, noms de bateaux, etc.
- Les citations ne sont pas en italique mais en corps de texte normal. Elles sont entourées par des guillemets français : « et ».
- Les listes à puces sont à éviter, des paragraphes rédigés étant largement préférés. Les tableaux sont à réserver à la présentation de données structurées (résultats, etc.).
- Les appels de note de bas de page (petits chiffres en exposant, introduits par l'outil «  Source ») sont à placer entre la fin de phrase et le point final[comme ça].
- Les liens internes (vers d'autres articles de Wikipédia) sont à choisir avec parcimonie. Créez des liens vers des articles approfondissant le sujet. Les termes génériques sans rapport avec le sujet sont à éviter, ainsi que les répétitions de liens vers un même terme.
- Les liens externes sont à placer uniquement dans une section « Liens externes », à la fin de l'article. Ces liens sont à choisir avec parcimonie suivant les règles définies. Si un lien sert de source à l'article, son insertion dans le texte est à faire par les notes de bas de page.
- La présentation des références doit suivre les conventions bibliographiques. Il est recommandé d'utiliser les modèles {{Ouvrage}}, {{Chapitre}}, {{Article}}, {{Lien web}} et/ou {{Bibliographie}}. Le mode d'édition visuel peut mettre en forme automatiquement les références.
- Insérer une infobox (cadre d'informations à droite) n'est pas obligatoire pour parachever la mise en page.

Pour une aide détaillée, merci de consulter Aide:Wikification.
Si vous pensez que ces points ont été résolus, vous pouvez retirer ce bandeau et améliorer la mise en forme d'un autre article.
Ernesto Júlio de Nazareth, né le 20 mars 1863 à Rio de Janeiro et mort le 1er février 1934 dans la même ville, est un pianiste et compositeur brésilien, considéré comme l'un des grands noms du matchiche.

## Biographie
Ernesto Nazareth est né dans l'ancien Morro do Nheco, aujourd'hui Morro do Pinto, dans le quartier de Santo Cristo. Il était le fils du courtier en douane Vasco Lourenço da Silva Nazareth (1838 - 1940) et de Carolina Augusta da Cunha Nazareth. Sa mère l'initie au piano et lui enseigne les premières notions de l'instrument. Sa mère s'assurait qu'il écoutait les chansons du répertoire classique et romantique et, de tous les compositeurs, Frédéric Chopin était celui qui intéressait le plus Nazareth. Lorsqu'il entendait sa mère jouer, il dansait souvent et créait sa propre chorégraphie.
Après la mort de sa mère en 1874, Nazareth a commencé à prendre des leçons avec Eduardo Rodolpho de Andrade Madeira, un ami de la famille et, plus tard, des leçons de Charles Lucien Lambert, un professeur de piano renommé de La Nouvelle-Orléans basé à Rio de Janeiro et grand ami de Louis Moreau Gottschalk .
À l'âge de 14 ans, il compose sa première chanson, mélange entre la polka et le lundu "Você bem sei", qui sera éditée l'année suivante par la célèbre Casa Arthur Napoleão . Cette composition était dédiée au père de Nazareth 
À deux semaines de ses 17 ans, Nazareth fait sa première apparition publique au Club Mozart, un club fréquenté par l'empereur Pierre II et sa famille.
En 1879, il a écrit la polka "Cruz, perigo !!"... L'année suivante, il compose la polka "Não caio noutra!!!", son premier grand succès, avec plusieurs rééditions. En 1885, il se produit en concert dans différents clubs de la cour impériale. En 1893, la Casa Vieira Machado lance sa nouvelle composition, le tango "Brejeiro", avec lequel il remporte un succès national et même international, étant publié à Paris et aux États-Unis en 1914.
Le 14 juillet 1886, il épousa Theodora Amália Leal de Meirelles, avec qui, il aura quatre enfants: Eulina, Diniz, Maria de Lourdes, et Ernestinho.
Son premier concert en tant que pianiste a eu lieu en 1898. L'année suivante, la première édition du tango "Turuna" a été présentée. En 1902, il fait enregistrer sa première œuvre, le tango brésilien "Está Chumbado", par la Fanfare des pompiers de Rio de Janeiro. En 1904, sa composition "Brejeiro" a été enregistrée par le chanteur Mário Pinheiro avec le titre "O sertanejo enamorado", sur des paroles de Catulo da Paixão Cearense. En 1908, il commence à travailler comme pianiste à la Casa Mozart. L'année suivante, il participe à un récital à l'Institut national de musique, où il interprète la gavota Corbeille de fleurs et le tango caractéristique Batuque.
En 1919, il a commencé à travailler comme pianiste en faisant la démonstration de la Casa Carlos Gomes à la Rua Gonçalves Dias, propriété de l'autre pianiste et compositeur Eduardo Souto. À l'époque, la façon la plus courante de s'informer sur les dernières musiques était par le biais des maisons de musique et de leurs pianistes démonstrateurs. Il n'y avait pas de radio, les disques étaient rares et le cinéma muet. En 1919, la fanfare des pompiers de Rio de Janeiro enregistre les tangos "Sarambeque" et "Menino de ouro" et la valse "Henriette". Et, en 1920, Heitor Villa-Lobos lui dédie la pièce " Choro no 1 ", pour guitare.

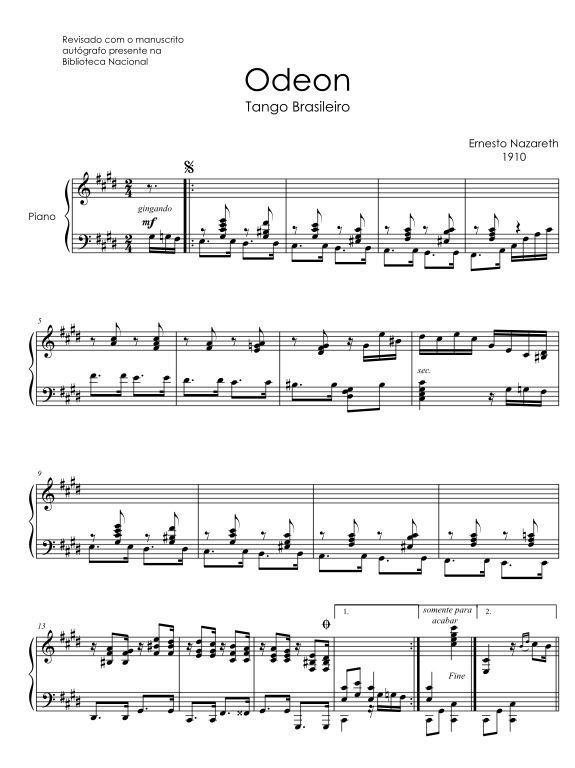
Partition pour Odéon, tango par Ernesto Nazareth.

Toujours interprète de ses propres compositions, Nazareth s'est produit comme pianiste dans des salles de cinéma, des bals, des réunions et des cérémonies sociales. De 1909 à 1913 et de 1917 à 1918, il travaille dans la salle d'attente de l'ancien Cinéma Odéon, où de nombreuses personnalités illustres viennent juste pour l'écouter. C'est en l'honneur de la célèbre salle de projection que Nazareth a baptisé sa plus célèbre composition, le tango "Odéon". Dans le même cinéma, il fait la connaissance, entre autres, du pianiste Arthur Rubinstein et du compositeur Darius Milhaud, qui a vécu au Brésil entre 1917 et 1918 comme secrétaire diplomatique de la mission française qui mettra des extraits des chansons de Nazareth dans son ballet Le Bœuf sur le toit et la suite Saudades do Brasil.
En 1922, il est invité par le compositeur Luciano Gallet à participer à un récital à l'Institut national de musique de Rio de Janeiro, où il interprète ses tangos "Brejeiro", "Nenê", "Bambino" et "Turuna". Cette initiative s'est heurtée à une résistance et l'intervention de la police a été nécessaire pour assurer le déroulement du concert 
En 1926, Nazareth a entrepris une tournée dans l'État de São Paulo, qui devait initialement durer 3 mois mais qui a duré 11 mois, avec des concerts dans la capitale, Campinas, Sorocaba et Tatuí. Il avait alors 63 ans, et c'était la première fois qu'il quittait son État natal. Il a été honoré par la culture artistique de São Paulo et a joué au Conservatoire dramatique et musical de Campinas. Il s'est produit au Théâtre municipal de São Paulo, précédé d'une conférence de l' écrivain et musicologue Mário de Andrade sur son travail, dans laquelle il a déclaré: 

«  Le travail d'Ernesto Nazaret se démarque de la production générale. Il est plus artistique que nous ne l'imaginons par le destin qu'il a eu, et il devrait figurer au répertoire de nos récitalistes. Je peux vous assurer que je ne fais aucune déclaration sentimentale. C'est la conviction consternée de ceux qui ont longtemps observé son travail. Si la longueur compromet jamais certains tangos, de nombreuses compositions de ce maître de danse brésilien sont des créations magistrales, dans lesquelles la force conceptuelle, la beauté de l'invention mélodique, la qualité expressive, sont dignes d'une perfection surprenante de forme et d'équilibre.  »

— Mário de Andrade

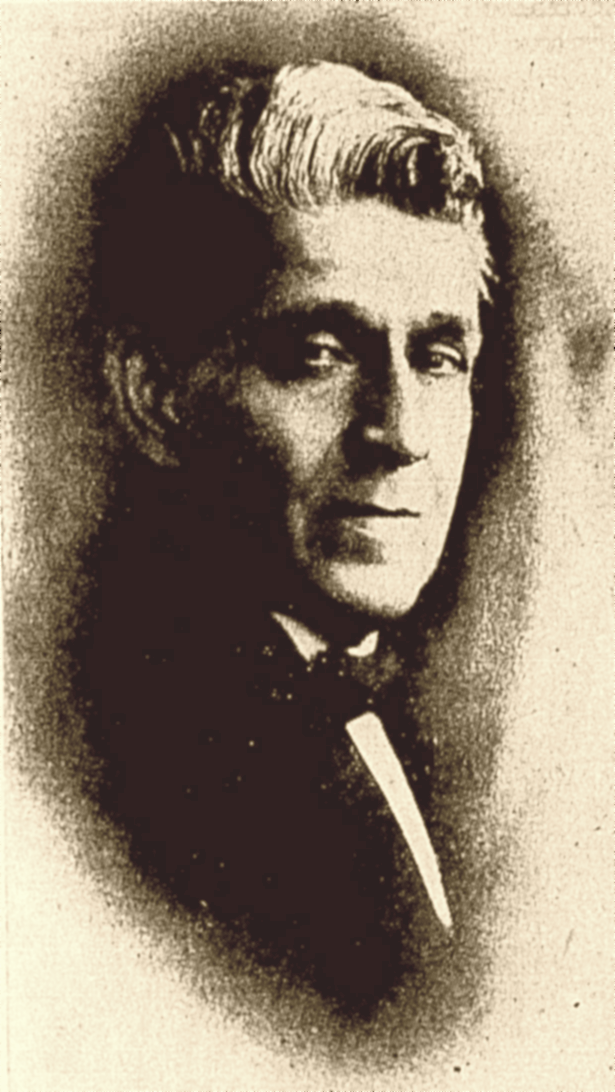
Portait de 1939.

Il a été l'un des premiers artistes à jouer à Rádio Sociedade (actuellement Rádio MEC à Rio de Janeiro). En 1930, il achève sa dernière composition, la valse "Resignação". La même année, il enregistre, au piano, la polka "Apanhei-te, cavaquinho" et les tangos brésiliens "Escovado", "Turuna" et "Nenê", de son cru. En 1932, il présente un récital avec seulement ses propres chansons dans un concert et la même année, il fait une tournée dans le sud du pays.
À la fin des années 1920, son problème d'audition, résultant d'une chute qu'il avait subie dans l'enfance, commence à s'aggraver. En 1932, il a été diagnostiqué de syphilis et, en 1933, il a été admis à l'hôpital psychiatrique de Colônia Juliano Moreira, à Jacarepaguá.
Le 1er février 1934, Nazareth a fui l'asile . Son corps n'a été retrouvé que trois jours plus tard, dans un état de décomposition, flottant dans les eaux du barrage qui alimentait l'hôpital. Il n'a jamais été possible de déterminer la cause de sa mort. Il a été enterré au cimetière de São Francisco Xavier, à Caju, la même région de la ville où il est né.
Il laissera 211 pièces complètes pour piano . Ses œuvres les plus connues sont: "Apanhei-te, cavaquinho", "Ameno Resedá", "Confidências", "Coração que sente", "Expansiva", "Turbilhão de beijos", "Odeon", "Fon-fon", "Escorregando", "Brejeiro" "Bambino".

## Signification du mot "Choro" à l'époque
À la fin du XIXe siècle et au début du XXe, le mot "choro" désignait non pas un genre, mais certains groupes musicaux (composés de flûte, cavaquinho et guitares) qui animaient des fêtes (forrobodós) jouant de la polka, du lundus, des habaneras et des mazurcas et d'autres genres étrangers de manière syncopée . Le tango brésilien a été créé par les choros comme une variante hautement syncopée du habanera, un genre cubain qui était aussi appelé tango-habanera et qui, dans sa variante brésilienne, est devenu le tango brésilien. Sous sa forme de musique de danse, elle est devenue connue sous le nom de machiche, danse interdite ou malveillante à l'époque de Nazareth. Il s'appelait "Tango brésilien" pour cacher la relation avec le machiche de ces compositions. Certains rapports affirment également une différence par rapport à l'harmonie, étant celle du tango brésilien, un peu plus complexe que celle de son "frère", le machiche.

## Importance musicale

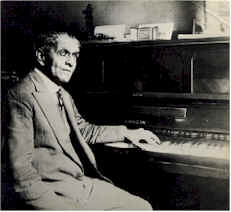
Ernesto Nazareth à son piano.

Ses compositions dépeignent souvent l'environnement musical des choros, exprimant à travers l'instrument la musicalité typique de la guitare, de la flûte, du cavaquinho, caractéristique instrumentale du choro, le rendant révélateur de l'âme brésilienne, ou, plus précisément, carioca. Dans la production musicale du compositeur, les tangos (environ 90 pièces), les valses (environ 40) et les polkas (environ 20) se distinguent, le reste étant destiné à des genres variés tels que les mazurcas, les schottisches, les carnavals etc. On sait que le compositeur a rejeté le nom de machiche dans ses tangos, se distinguant de celui-ci essentiellement en raison du petit caractère chorégraphique et principalement instrumental de son œuvre. Il faut aussi souligner dans sa production l'influence des compositeurs européens, notamment Chopin  compositeur dont le travail était consacré à une étude minutieuse et dont l'inspiration se reflète surtout dans l'élaboration mélodique de ses valses.
Ernesto Nazareth a entendu les sons provenant de la rue, joués par nos musiciens populaires, et les a accompagné au piano, leur donnant une tenue raffinée. Ainsi, son travail se situe à la frontière du populaire avec l'érudit, se déplaçant librement entre les deux zones. Il n'est nullement hors de propos s'il est interprété par un concertiste ou un chorão comme Jacob do Bandolim, l'esprit du choro sera toujours présent. Et c'est cet esprit, cette synthèse de la musique choro elle-même, qui marque la série de ses près d'une centaine de tangos brésiliens, à laquelle appartient "Odéon".
Mário de Andrade a ainsi défini Nazareth: "Un compositeur brésilien doté d'une extraordinaire originalité, car il oscille entre la musique populaire et la musique classique, faisant de lui le pont, l'union, le lien".
En 2004, à l'occasion du 70e anniversaire de la mort du compositeur, STV en partenariat avec la société de production de São Paulo We Do Comunicação a présenté le documentaire "Ernesto Nazareth", réalisé par Dimas de Oliveira Junior et Felipe Harazim, refaisant la trajectoire artistique du compositeur depuis son premier succès.
En 2016, son nom a été choisi lors d'un vote populaire pour nommer une nouvelle rue dans la région portuaire de Rio de Janeiro, Passeio Ernesto Nazareth, qui a ouvert ses portes le 3 décembre de la même année.

## Compositions
- 1922, tango brasileiro
- A Bela Melusina, polca
- A flor de meus sonhos, quadrilha
- A florista, cançoneta
- A Fonte do Lambary, polca
- A Fonte do Suspiro, polca k
- Adieu, romance sem palavras
- Alerta!, polca
- Ameno Resedá, polca
- Andante expressivo, andante expressivo
- Apanhei-te, cavaquinho, polca
- Arreliado, tango brasileiro
- Arrojado, samba
- Arrufos, schottisch
- Até que enfim..., fox-trot
- Atlântico, tango brasileiro
- Atrevidinha, polca
- Atrevido, tango brasileiro
- Bambino, tango brasileiro
- Batuque, tango característico
- Beija-flor, polca
- Beija-flor, tango brasileiro
- Bicyclette-club, tango brasileiro
- Bombom, polca
- Brejeira, valsa brasileira
- Brejeiro, tango brasileiro
- Caçadora, polca
- Cacique, tango brasileiro
- Canção cívica, Rio de Janeiro hino
- Capricho, capricho
- Cardosina, valsa
- Carioca, tango brasileiro
- Catrapus, tango brasileiro
- Cavaquinho, por que choras?, choro brasileiro
- Celestial, valsa
- Chave de ouro, tango brasileiro
- Chile-Brasil, quadrilha
- Comigo é na madeira, samba
- Confidências, valsa
- Coração que sente, valsa
- Corbeille de fleurs, gavota
- Correta, polca
- Crê e espera, valsa
- Crises em penca!..., samba
- Cruz, perigo!!, polca
- Cruzeiro, tango brasileiro
- Cubanos, tango brasileiro
- Cuéra, polca-tango
- Cuiubinha, polca-lundu
- Cutuba, tango brasileiro
- De tarde (incompleta), música dramática
- Delightfulness (Delícia), fox-trot
- Dengoso, maxixe
- Desengonçado, tango brasileiro
- Digo, tango característico
- Dirce, valsa capricho
- Divina, valsa
- Dor secreta, valsa lenta
- Dora valsa,
- Duvidoso, tango brasileiro
- Elegantíssima, valsa capricho
- Elegia (para mão esquerda), elegia
- Elétrica, valsa rápida
- Elite-club, valsa brilhante
- Encantada, schottisch
- Encantador, tango brasileiro
- Eponina, valsa
- Escorregando, tango brasileiro
- Escovado, tango brasileiro
- Espalhafatoso, tango brasileiro
- Españolita, valsa espanhola
- Está chumbado, tango brasileiro
- Eulina, polca-lundu
- Expansiva, valsa
- Êxtase, romance
- Exuberante, marcha carnavalesca
- Faceira, valsa
- Famoso, tango brasileiro
- Fantástica, valsa brilhante moderna
- Favorito, tango brasileiro
- Feitiço, tango brasileiro
- Feitiço não mata, chorinho carioca
- Ferramenta, fado português
- Fidalga, valsa
- Floraux, tango brasileiro
- Fon-fon!, tango brasileiro
- Fora dos eixos, tango carnavalesco
- Fraternidade (incompleta), hino infantil
- Furinga, tango brasileiro
- Garoto, tango brasileiro
- Gaúcho, tango brasileiro
- Gemendo, rindo e pulando, tango brasileiro
- Genial, valsa
- Gentes! O imposto pegou?, polca
- Gentil, schottisch
- Gotas de ouro, valsa
- Gracietta, polca
- Guerreiro, tango brasileiro
- Helena, valsa
- Henriette, valsa
- Hino ao Sr. Prefeito Alaor Prata, hino
- Hino da cultura de afeto às nações, hino
- Hino da escola Bernardo de Vasconcellos, hino
- Hino da escola Esther Pedreira de Mello, hino
- Hino da escola Floriano Peixoto, hino
- Hino da escola Pedro II, hino
- Ideal, tango brasileiro
- If I am not mistaken, fox-trot
- Improviso, estudo para concerto
- Insuperável, tango brasileiro
- Ipanema, marcha brasileira
- Iris, valsa
- Jacaré, tango carnavalesco
- Jangadeiro, tango brasileiro
- Janota, choro brasileiro
- Julieta, valsa
- Julieta, quadrilha
- Julita, valsa
- Labirinto, tango brasileiro
- Laço azul, valsa
- Lamentos, meditação sentimental
- Magnífico, tango brasileiro
- Mágoas, meditação
- Maly, tango brasileiro
- Mandinga, tango brasileiro
- Marcha fúnebre, marcha fúnebre
- Marcha heroica aos 18 do forte, marcha heróica
- Mariazinha sentada na pedra!..., samba carnavalesco
- Marietta, polca
- Matuto, tango brasileiro
- Meigo, tango brasileiro
- Menino de ouro, tango brasileiro
- Mercêdes, mazurca de expressão
- Mesquitinha, tango característico
- Myosótis, tango brasileiro
- Não caio noutra!!!, polca
- Não me fujas assim, polca
- Nazareth, polca
- Nenê, tango brasileiro
- No jardim, marcha infantil
- Noêmia, valsa
- Noturno, noturno
- Nove de julho, tango argentino
- Nove de maio, fox-trot
- O alvorecer, tango de salão
- O futurista, tango brasileiro
- O nome dela, polca
- O nome dela, grande valsa brilhante
- O que há?, tango brasileiro
- Odeon, tango brasileiro
- Onze de maio, quadrilha
- Orminda, valsa
- Os teus olhos cativam, polca
- Ouro sobre azul, tango brasileiro
- Pairando, tango brasileiro
- Paraíso, tango estilo milonga
- Pássaros em festa, valsa lenta
- Pauliceia, como és formosa!..., tango brasileiro
- Perigoso, tango brasileiro
- Pierrot, tango brasileiro
- Pinguim, tango brasileiro
- Pipoca, polca
- Plangente, tango brasileiro (com estilo habanera)
- Podia ser pior tango brasileiro
- Polca (para mão esquerda) polca-tango
- Polonesa polonesa
- Por que sofre?..., tango meditativo
- Primorosa, valsa
- Proeminente, tango brasileiro
- Pyrilampo, tango brasileiro
- Quebra-cabeças, tango brasileiro
- Quebradinha, polca
- Ramirinho, tango brasileiro
- Ranzinza, tango brasileiro
- Rayon d'or, polca-tango
- Reboliço, tango brasileiro
- Recordações do passado, valsa
- Remando, tango brasileiro
- Resignação, valsa lenta
- Retumbante, tango brasileiro
- Rosa Maria, valsa lenta
- Sagaz, tango brasileiro
- Sarambeque, tango brasileiro
- Saudação ao Dr. Carneiro Leão, hino
- Saudade, valsa
- Saudade dos pagos, canção
- Saudades e saudades..!!, marcha
- Segredo, tango brasileiro
- Segredos da infância, valsa
- Sentimentos d'alma, valsa
- Soberano, tango brasileiro
- Suculento, samba brasileiro
- Sustenta a... nota..., tango brasileiro
- Sutil, tango brasileiro
- Talismã, tango brasileiro
- Tango-habanera, tango-habanera
- Tenebroso, tango brasileiro
- Thierry, tango brasileiro
- Topázio líquido, tango brasileiro
- Travesso, tango brasileiro
- Tudo sobe!..., tango carnavalesco
- Tupynambá, tango brasileiro
- Turbilhão de beijos, valsa lenta
- Turuna, grande tango característico
- Vem cá, branquinha, tango brasileiro
- Vésper, valsa
- Vitória, marcha
- Vitorioso, tango brasileiro
- Você bem sabe, polca-lundu
- Xangô, tango brasileiro
- Yolanda, valsa
- Zica, valsa
- Zizinha, polca

## Discographie

### Avec Pedro de Alcântara
- 1912 : Odéon (78-RPM Odeon Record 108 791)
- 1912 : Favorite (78-RPM Odeon Record 108 790)
- 1912 : Linguagem do coração, par Joaquim Callado (78-RPM Odeon 108,789)
- 1912 : Choro e poesia, par Pedro de Alcântara (78-RPM Odeon 108.788)

### Solo
- 1930 : Apanhei-te, cavaquinho (78-RPM Odeon 10.718-a)
- 1930 : Brushed (78-RPM Odeon 10,718-b)
- 1930 : Nenê (matriz Odeon 3940, considérée comme "mauvaise prise" à l'époque, et commercialisée uniquement en 1986 sur le LP Os Pianeiros, FENABB 114)
- 1930 : Turuna (matriz Odeon 3942, considérée comme "mauvaise prise" à l'époque, et commercialisée uniquement en 1986 sur le LP Os Pianeiros, FENABB 114)

## Hommages
(août 2020).

### Livres
- Almeida, Luiz Antônio de. et Ernesto Nazareth, Vida e Obra (manuscrit non publié).
- Andrade, Mário de., Ernesto Nazaré (musique douce), Sao Paulo, LG Miranda, 1934.
- Costa, Haroldo et Ernesto Nazareth, Pianeiro do Brasil, Rio De Janeiro, ND Communication, 2005.
- Diniz, Jaime et C. Nazareth, Études analytiques, Récife, Ministère de l'extension culturelle et artistique, 1963.
- Axe, Caca, L'énigme de l'homme célébré : Amnition et vocation par Ernesto Nazareth, Sao Paulo, Instituto Moreira salles, 2007.
- Petit, Mercedes Reis, Catalogue de l'exposition commémorative du centenaire de la naissance d'Ernesto Nazareth (1863-1934), Rio de Janeiro, Biblioteca national, 1963.
- Siqueira, Baptista et Ernesto Nazareth, Dans la musique brésilienne, Rio de Janeiro, Édition de l'auteur, 1967.
- Wisnik, José Miguel, « Maxixe Ax », dans Pas de recette - Tests et chansons, São Paulo, Publifolha, 2004

### LP et CD
- Carolina Cardoso de Menezes joue Ernesto Nazareth (LP 10 '') 1952 Sinter (SLP 1007)
- Ernesto Nazareth (LP 10 '') 1954 Continental (LP-V-2001)
- Jacob Revive Songs par Ernesto Nazaré (LP 10 '') 1955 RCA Victor (BPL 3001)
- Carolina joue Nazareth (Double Compact) 1957 Odéon (BWB 1011)
- Ernesto Nazareth's Music for You to Dance (LP 12 '') 1958 Sinter (SLP-1734)
- Or sur bleu (LP 12 '') 1963 Chantecler (CMG 1017)
- Gouttes d'or (LP 12 '') 1965Chantecler (CMG-1034)
- Anthologie de la musique romantique brésilienne Vol.2 - Nazareth (LP 12 '') 1967 Angel (3CBX 438)
- Ernesto Nazareth (LP 12 '') 1970 RCA Victor (BBL 1523)
- Hommage à Ernesto Nazareth (LP 12 '') 1973 Continental (SLP 10116)
- Arthur Moreira Lima interprète Ernesto Nazareth (Nº 1) (LP 12 '' double) 1975 Marcus Pereira Records (MPA 2009) (également MPA 9311-9312)
- Arthur Moreira Lima interprète Ernesto Nazareth Nº 2 (LP 12 '' double) 1977 Records Marcus Pereira (MPA 9364-9365)
- Ernesto Nazareth (LP 12 '') 1978 RGE / Fermata (303.1010)
- Os Pianeiros - Antônio Adolfo embrasse Ernesto Nazareth (LP 12 '') 1981 Artezanal (LPA-005)
- Arthur Moreira Lima joue Tangos, Valses, Polkas d'Ernesto Nazareth (LP 12 '') 1983 Pro Arte Digital (PAD 144) Intersound Incorporated
- Œuvres d'Ernesto Nazareth (LP 12 '') 1983 CBS Special (620.042)
- Arthur Moreira Lima joue des tangos brésiliens et des valses d'Ernesto Nazareth (LP 12 '') 1984 Pro Arte Digital (PAD-170)
- Hommage à Ernesto Nazareth (LP 12 '') 1984 Indépendant (FJA-110)
- Ernesto Nazareth - Musique pour piano brésilienne (LP 12 '') 1984 XYMAX Musikproduktions GmbH (29199)
- Souvenirs d'une soirée artistique (LP 12 '' triple) 1984 FENABB (108)
- Maurício de Oliveira interprète Ernesto Nazareth ao Guitar (LP 12 '') 1985 Promotionnel, à l'occasion du 50e anniversaire de la Fondation Jônice Tristão (LP-G 001)
- Oeuvres d'Ernesto Nazareth (Vol.1) (LP 12 '') 1986 Promocional - Main Engenharia SA (529.404.343)
- Oeuvres d'Ernesto Nazareth (Vol.2) (LP 12 '') 1986 Promocional - Main Engenharia SA (529.404.342)
- Ernesto Nazareth Inédit (LP 12 '') 1987 Arsis (992604-1)
- Musique pour piano d'Ernesto Nazareth (CD) 1987 Music Matters
- Odéon - Chansons d'Ernesto Nazareth (LP 12 '') 1989 UFRJ (803 908)
- Ernesto Nazareth - Série inoubliable - Grands compositeurs (LP 12 '') 1990 RGE (320.6101)
- Hommage à Ernesto Nazareth (CD) 1993 Karmim (KPCD002)
- Nazareth- Grupo Corpo Companhia de Dança (CD) 1993 Indépendant (GC Nº 001)
- Nazareth - Tangos et valses brésiliennes (CD) 1995 GHA (126 028)
- Ernesto Nazareth- Tango brésilien (CD) 1995 Victor (PRCD 5158)
- Ernesto Nazareth - Tango, valse et polka brésiliens (CD) 1996 Doremi (ACD-1379)
- Toujours Nazareth (CD) 1997 Kuarup (KCD095)
- Tango brésilien (CD) 1997 Projet Musique et médias (230)
- Ernesto Nazareth - Douze valses et huit pièces pour piano (CD) 1998 Répertoire Rádio MEC No.15 (SOARMEC S015)
- Tango brésilien (CD) 1998 Viridiana Productions (VRD 2008)
- Tango brésilien! (CD) 1998 Finlandia Records (3984-21447-2)
- Paulo Romário reflétant Ernesto de Nazareth (CD) 1998 Indépendant (NM 212798)
- Brazilian Delights (CD) 1998 Indépendant (186334934)
- Tangos Brasileiros (CD) 2001 ORBIS Productions (ORB 2001)
- Confidences (CD) 2002 Indépendant (pas de numéro)
- Le piano classique d'Ernesto Nazareth (CD) 2002
- Ernesto Nazareth (1) (Masters brésiliens Vol.3) (CD) 2003 Dreams and Sounds (SSCD051)
- Ernesto Nazareth (2) (Mestres Brasileiros Vol.4) (CD) 2003 Rêves et sons (SSCD052)
- Anima Brasiliana (CD) 2004 Pan Pot Records (nombre inconnu)
- Ernesto Nazareth: Tangos, valses et Polkas (CD) 2005 Naxos (8.557687)
- E. Nazareth - Pièces pour piano / Œuvres pour piano (CD) 2005 Solstice (SOCD 224)
- Ernesto Nazareth (CD) 2005 ND Comunicação Ltda. (pas de numéro)
- Ernesto Nazareth - Musique pour piano solo (CD) 2005 Koch Entertainment (KIC-CD-7547)
- Ernesto Nazareth Tangos (CD) 2005 Cambria Master Recordings (CD-1152)
- Odeon - Tango brésilien - Frank French joue les tangos d'Ernesto Júlio de Nazareth (CD) 2005 Indépendant (AFF 1028)
- Emballé par Brisa do Rio (CD) 2006 Indépendant (sans numéro)
- Ernesto Nazareth 1 (Classics of Choro Brasileiro) (CD accompagnant la partition) 2007 Choro Music (CCEN01P)
- Ernesto Nazareth 2 (Classics of Choro Brasileiro) (CD qui accompagne le livre de partitions) 2007 Choro Music (CCEN02P)
- Ernesto Nazareth 3 (Classics of Choro Brasileiro) (CD qui accompagne le livre de partitions) 2008 Choro Music (CCEN03PE)
- Ernesto Nazareth Rare Songs (album MP3) 2009 Choro Music (sans numéro)
- Luciano Alves interprète Ernesto Nazareth (CD) 2009 Biscoito Fino (BF885)
- Ernesto Nazareth - Solo Piano Works (CD) 2009 Quartz Music (QTZ2066)
- Ernesto Nazareth de Ronaldo do Bandolim (CD) 2009 Niterói Discos (117)
- Nazareth (CD) 2009 Biscoito Fino (BC 240)
- Tadeu Borges interprète Ernesto Nazareth (CD) 2009 Paulus (010063)
- Odéon - Danses brésiliennes par Ernesto Nazareth (CD) 2009 Fleur de Son 57989
- Nazareth (CD) 2010 Biscoito Fino (BF-976)
- Comigo É na Madeira - Œuvres d'Ernesto Nazareth (CD) 2010 Independente (QCCD001)
- Nazareth: hors axe (CD) 2012 Indépendant (sans numéro)
- Giovanni Sagaz joue Ernesto Nazareth (DVD) 2012 Indépendant (sans numéro)
- Ernesto Nazareth : valses et tangos Brésiliens (CD) Alexandre Sorel, piano 2017 Euphonia 6405

### Diplôme Ernesto Nazareth
Le diplôme Ernesto Nazareth est un honneur accordé par l'Institut culturel Cravo Albin (ICCA) à des artistes représentés dans l'histoire de la musique populaire brésilienne.